# Milton Campbell
Milton Campbell (* 15. května 1976 Atlanta, Georgie) je bývalý americký atlet, běžec, který se věnoval sprintům a středním tratím.
V roce 1994 vybojoval na juniorském mistrovství světa v Lisabonu zlatou medaili v běhu na 4 × 400 m.
Své největší úspěchy zaznamenal na halovém mistrovství světa. V roce 1999 získal na halovém MS v japonském Maebaši stříbrnou medaili v běhu na 400 metrů, když prohrál jen s Jamiem Baulchem z Velké Británie.
Na halovém MS 1999 byl však také členem štafety na 4 × 400 metrů, která zaběhla nový světový rekord, jehož hodnota byla 3:02,83. Na rekordu se dále podíleli Andre Morris, Dameon Johnson a Deon Minor. Dodnes se jedná o druhou nejrychlejší štafetu zaběhnutou v hale. Rekord překonalo 11. února 2006 jiné americké kvarteto ve složení Kerron Clement, Wallace Spearmon, Darold Williamson a Jeremy Wariner časem 3:01,96.
V roce 2001 získal na halovém MS v Lisabonu druhou individuální stříbrnou medaili. O dva roky později na HMS v Birminghamu a na halovém MS 2006 v Moskvě získal zlaté medaile ve štafetě na 4 × 400 metrů.